# Авиаград Жуковский
«Авиагра́д Жуко́вский» — еженедельная газета города Жуковского (Московская область). Выпускается при поддержке правительства Московской области.
Освещает актуальные темы из жизни города и Подмосковья, публикует полезную информацию для граждан, включая рекламные материалы и телешоу, и отвечает на вопросы читателей.
Важным направлением деятельности газеты является публикация официальных материалов района — решений и постановлений муниципальных властей и комментариев представителей исполнительной и представительной власти города.
Газета распространяется по подписке (значительная часть тиража приходится на корпоративную подписку градообразующих предприятий) и в розницу.
Тираж еженедельника — 6 500 экземпляров.

## История
Первый выпуск газеты вышел 13 апреля 2005 года.
Учредители газеты — «Орехово-Зуевское информационное агентство Московской области», «Агентство информационных систем общего пользования „Подмосковье“», «Редакционно-информационный центр Московской области» и «Жуковское информационное агентство Московской области».
С 18 июня 2021 года издание стало выходить вместо вторника по пятницам.
По состоянию на сентябрь 2021 года главным редактором газеты является Елена Беломытцева, а штат сотрудников состоит из 8 человек.

#### Конфликт и суд с «Жуковскими вестями»
Летом 2012 года в газете «Авиаград Жуковский» была опубликована серия статей, в которых автор Сергей Муравьёв плохо отзывался о редакции газеты «Жуковские вести». Он напоминил о «скелете в туалете» — «детсадовском прошлом» вестей. В одной из своих статей Муравьёв рассказал читателям о том, что главный редактор «Жуковских вестей» арендовал здание бывшего дошкольного учреждения за «три копейки». В другой статье он упомянул помещение, которое занимает редакция этой газеты, и выразил мнение, что «по сути это особняк». «Жуковские вести» подали иск в городской суд, заявив, что Сергей Муравьёв «Авиаград Жуковский» нанесли ущерб их репутации.
В итоге иск «Жуковских вестей» был принят судьёй Жуковского городского суда Олегом Царьковым в полном объёме, а спустя время заявил, что все жалобы «Авиаграда Жуковского» не имеют оснований. Тогда редакция последнего издания обратилась в Московский областной суд, впоследствии он отменил решение Жуковского городского суда.
Спустя некоторое время после того, как материал с критикой был опубликован в местной газете, спорное здание было передано Управлению образования города, его отремонтировали, и по этому адресу стал находиться филиал детского сада.